# 영국령 남극 지역의 문장

영국령 남극 지역의 문장

영국령 남극 지역의 문장은 1952년에 처음 채택되었는데, 이 영토는 여전히 포클랜드 제도에 종속되어있었다. 문장은 바다를 나타내는 물결 모양의 배경에 불타는 횃불을 가진 방패로 구성된다. 덱스터 지지자는 영국을 대표하는 황금 사자이다.